# Милена Драгићевић Шешић
Милена Драгићевић Шешић (Трогир, 3. фебруар 1954) српски је универзитетски професор и културолог. Редовни је професор Менаџмента у култури и Теорије масовних медија Факултета драмских уметности у Београду и шеф катедре УНЕСКО-а за културну политику и менаџмент Универзитета уметности у Београду.

## Биографија
Она је професор културне политике, истраживач, писац, консултант и уредник. Аутор је бројних књига и студија. Њена дела су преведена на 15 језика. Међународни предавач културне политике и менаџмента. Стручни консултант у културној политици и менаџмента при Европској фондацији за културу, Савету Европе, УНЕСКО-а, Фондацији Марсел Хиктер, Про Хелвеција, Британском савету.
Постдипломске студије завршава на Универзитету ”Париз VIII Вансен” (1976/77) и ”Париз V Сорбона” (1977/78), докторат одбрањен на Филолошком факултету у Београду 1990, од 1991. ради и као стални професор на Европској дипломи културног менаџмента (Брисел), а по позиву предаје и на бројним факултетима у свету (Лондон, Букурешт, Москва, Дрезден...).
Члан је Интернационалног удружења социолога културе француског језика, Интернационалног удружења економиста културе, те члан Извршног одбора Европског савеза центара који школују менаџере у култури (Хамбург), Регионалног Одбора за подршку издаваштву (Будимпешта), Извршног одбора ЈУСТАТ-а и Извршног одбора Фонда за отворено друштво, Београд.
Члан је Националног савета за науку и технолошки развој (2006—2010) и Сената Универзитета уметности у Београду. Обављала је функцију ректор Универзитета уметности у Београду (2000—2004).
Члан је редакције ”Европског часописа за културну политику” те редакције часописа Култура (Београд). Уредник едиције ”Култура*уметност*медији” Института за позориште, филм, радио и ТВ.
Своје стручне и научне радове излагала је на бројним саветовањима у земљи и иностранству.

## Признања
- За допринос развоју образовања и културе добила је високо признање Министарства за образовање и истраживања Републике Француске Орден Академских палми - Витез командирског реда «Академских палми» (2003)
- Експерт УНЕСКО-а за имплементацију Конвенције о културном диверзитету.
- Експерт Европске комисије за питања културне политике.

## Одабрана дела
- Уметност и алтернатива - ФДУ Београд (1992)
- Хоризонти читања - ПОНТ, Београд(1993)
- Култура - Менаџмент, анимација, маркетинг са Др Бранимиром Стојковићем - КЛИО (1994)
- Неофолк култура - Издање књижаре Зорана Стојановића НОВИ САД (1994)
- Зборник Маркетинг у уметности - ФДУ Београд (1993)
- Менаџмент уметности у турбулентним временима - Амстердам (2005)[1]

## Галерија
- Предавање у Минску, Белорусија